# Schlapphut

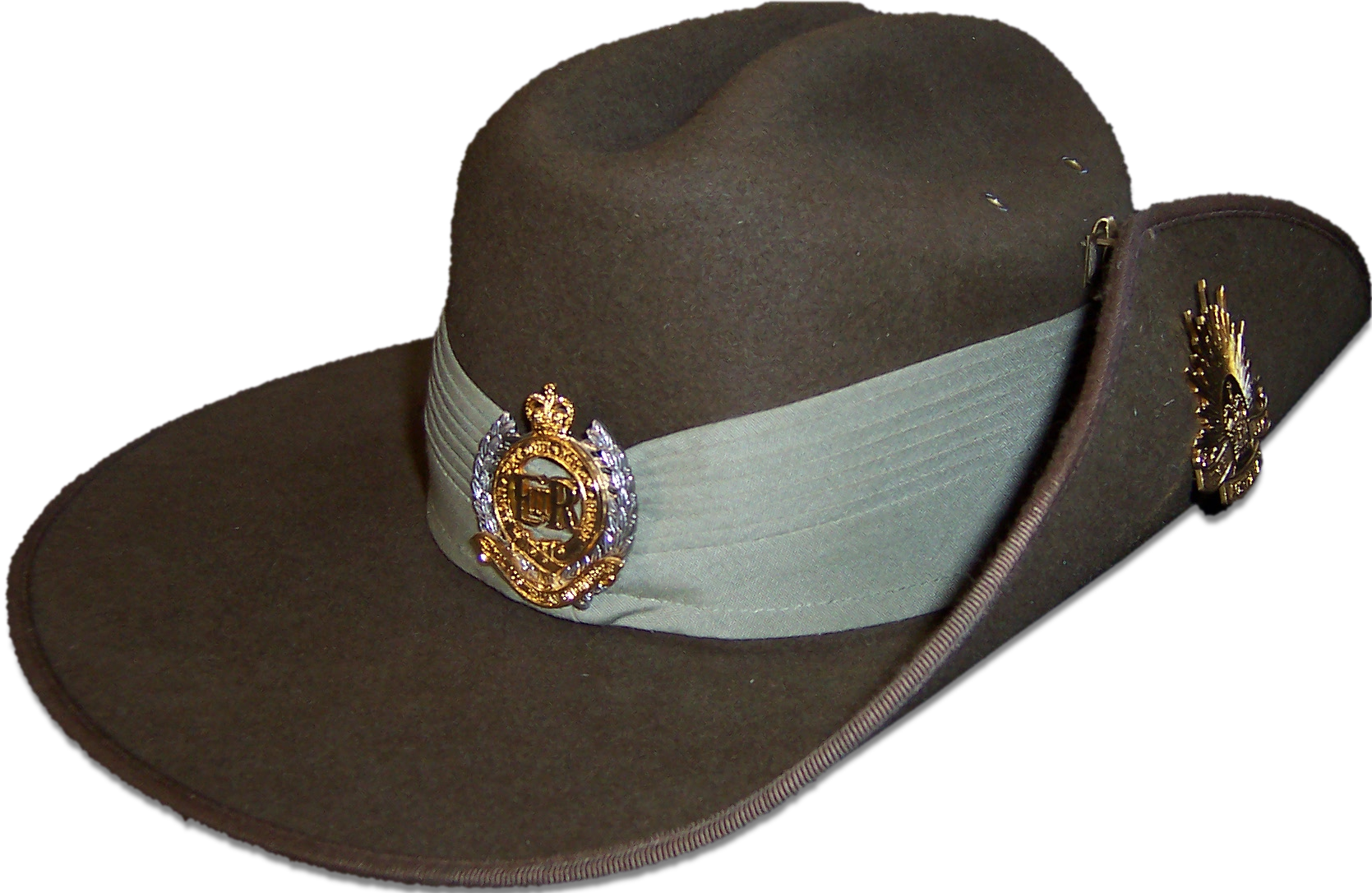
Moderner australischer Schlapphut

Der Schlapphut (gelegentlich auch Kavaliershut) ist ein Filzhut mit weiter Krempe, die charakteristisch an einer oder mehreren Stellen hochgeschlagen ist.

## Geschichte

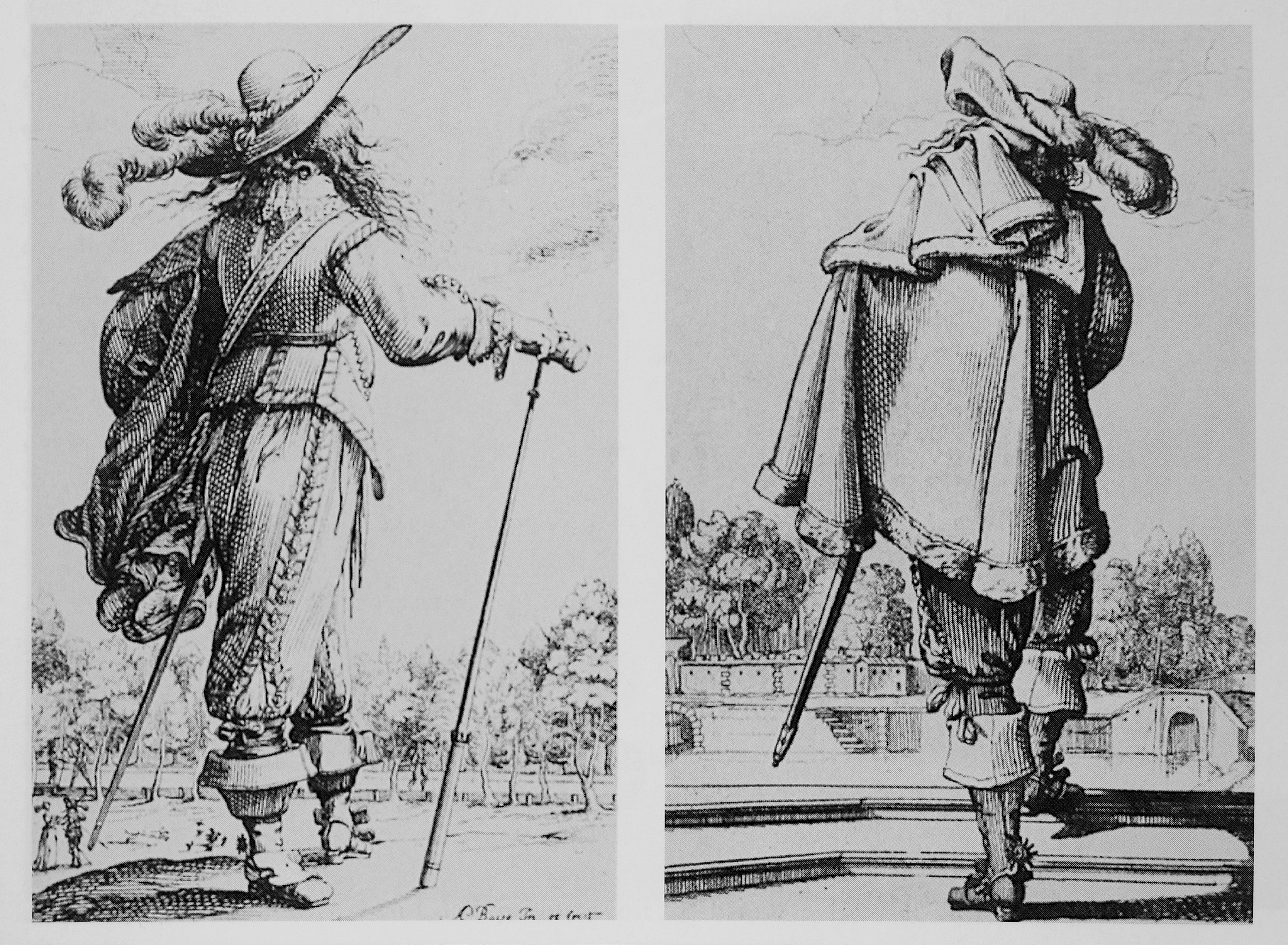
Französische Kavaliere mit Schlapphut, Wams und Stulpenstiefeln, 1629

Der Schlapphut gehörte zur Tracht in der Zeit des Dreißigjährigen Krieges; in Europa war zu dieser Zeit ein militärisch geprägter Kleidungsstil verbreitet, zu dem auch diese besondere Hutform gehörte. Der Hut konnte mit einer oder mehreren Federn geschmückt werden.
Anfang des 16. Jahrhunderts herrschte zwar das Barett vor, aber schon um 1550 wurde der Hut wieder modern, zuerst als hoher, gesteifter spanischer Hut, danach als niederländischer sogenannter Rubenshut. Bald nach Beginn des 17. Jahrhunderts kam dann der schwedische Schlapphut auf, der fast alle anderen Kopfbedeckungen verdrängte. Die dem Zeitgeschmack entsprechende Ausgestaltung machte den Schlapphut mitunter zu einem kostspieligen Renommierstück. Unter Pikenieren und Musketieren wurde es üblich, den Schlapphut auf einer Seite hochzuklappen, damit die geschulterte Pike oder Muskete nicht an die Krempe stieß. Gegen Ende des 17. Jahrhunderts beziehungsweise Anfang des 18. Jahrhunderts wurde der Hut durch den verwandten Dreispitz als Hut des Militärs und Bürgertums verdrängt. Im Laufe des 19. Jahrhunderts erlebte der Schlapphut eine Renaissance und wurde in verschiedenen Heeren der Welt als Tropen- oder Allwetterhut benutzt.

### Australien

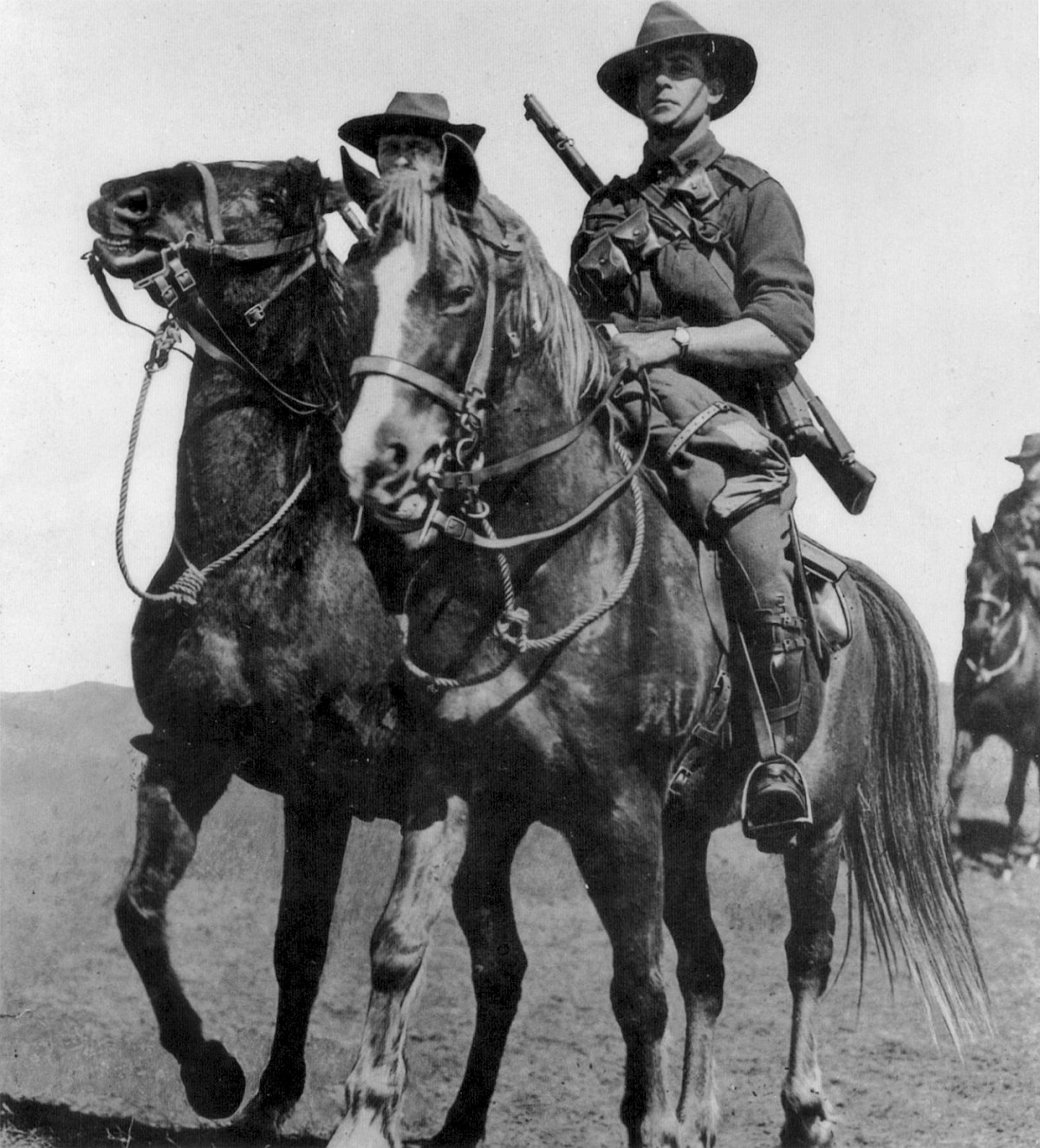
Australian Light Horse mit Schlapphut, 1914

Der Schlapphut (oder Slouch hat im Englischen) gehört zur traditionellen Uniform der australischen Streitkräfte. Der Hut wurde 1885 zum Hut der Victorian Mounted Rifles, nachdem der Hut bereits seit längerem in Südafrika von den Cape Mounted Rifles getragen wurde. 1890 wurde er von der gesamten Armee, mit Ausnahme der Artillerie übernommen. Die Nutzung des Hutes durch australische Truppen im Ersten und Zweiten Weltkrieg machte ihn zu einem nationalen Symbol.

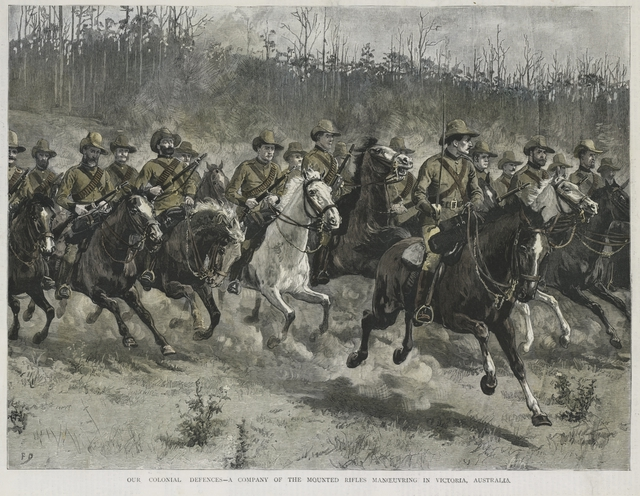
Victorian Mounted Rifles mit Schlapphüten 1889

### Deutschland
Während der 1848er-Revolution wurde mit dem Kalabreser ein Schlapphut von Revolutionären, wie Friedrich Hecker, getragen. In der Schleswig-Holsteinische Erhebung trugen Freikorpsmitglieder Schlapphüte.
Nach der deutschen Einigung und dem Erwerb von Kolonien wurde der Hut Teil der Uniform der deutschen Schutztruppen. Nach den Schutztruppen wird der Hut in Deutschland oft Schutztruppenhut oder nach der Kolonie Deutsch-Südwestafrika Südwester genannt. Der Hut wurde auch von deutschen Pfadfindern getragen.

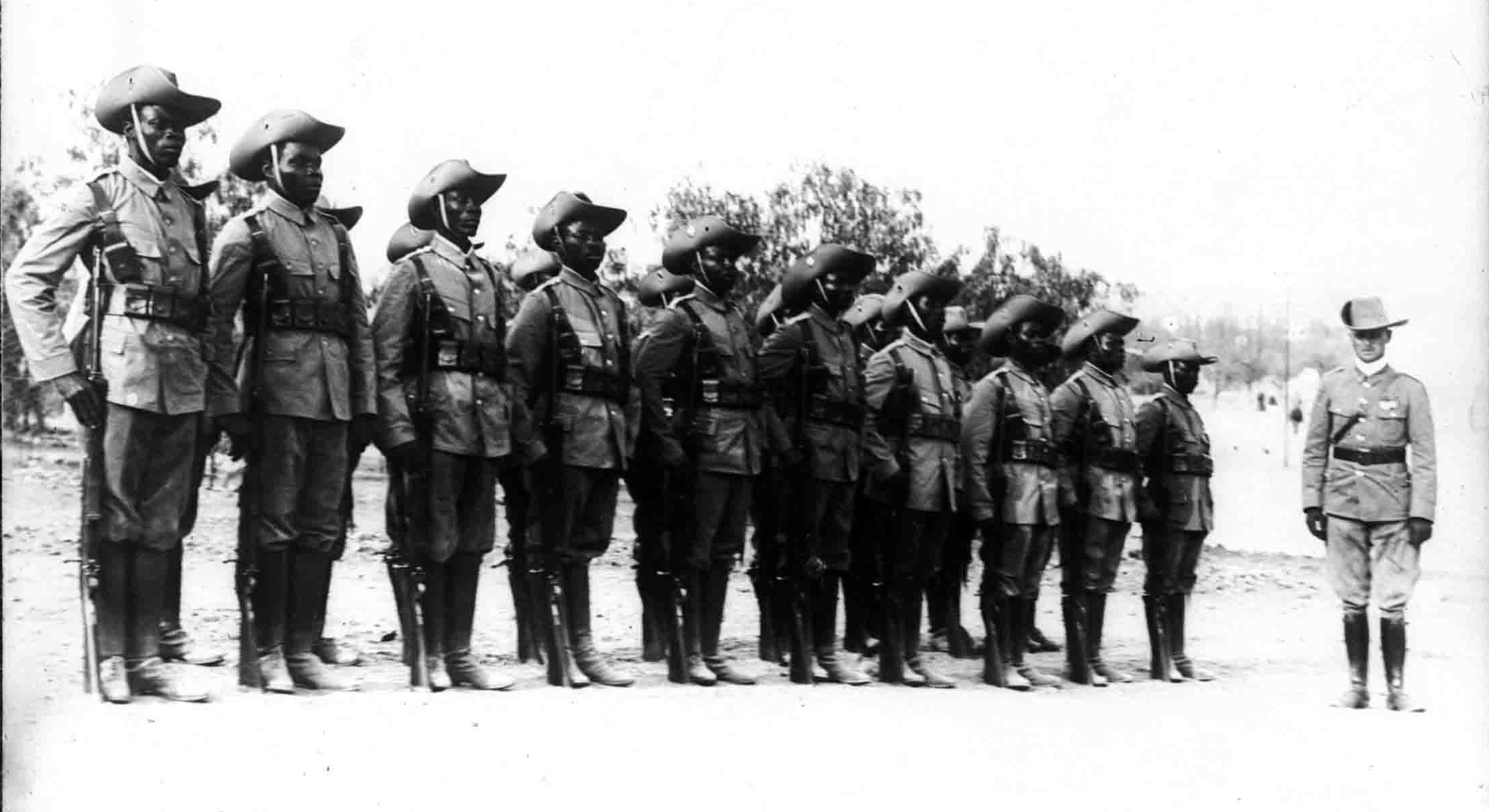
Abteilung der Kamerun-Kompanie in Südwestafrika mit Südwesterhut, 1914/15
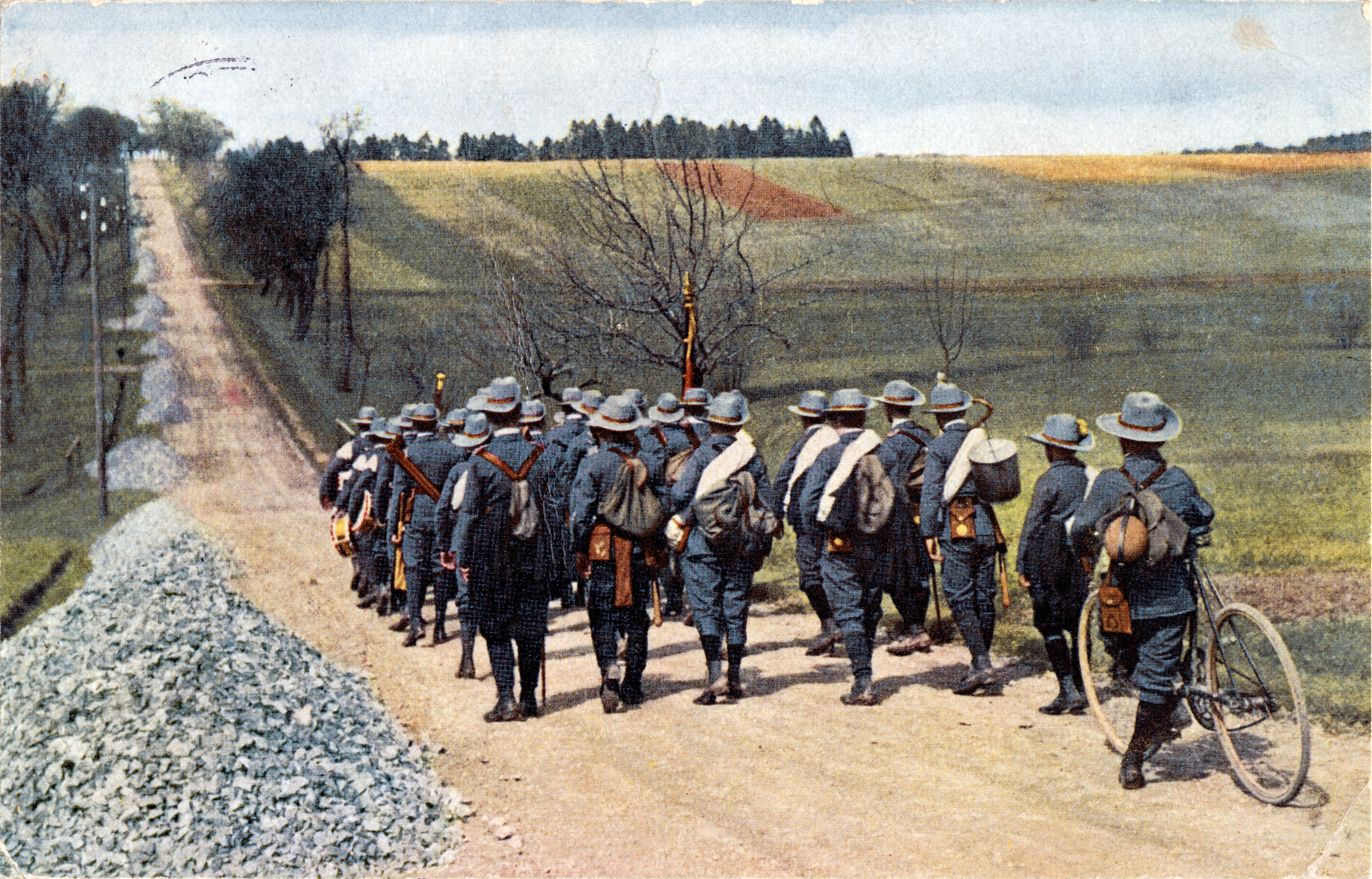
Deutsche Pfadfinder mit dem Südwester (1914).

### Irland
Während des Osteraufstands trugen Mitglieder der Irish Citizen Army Schlapphüte.

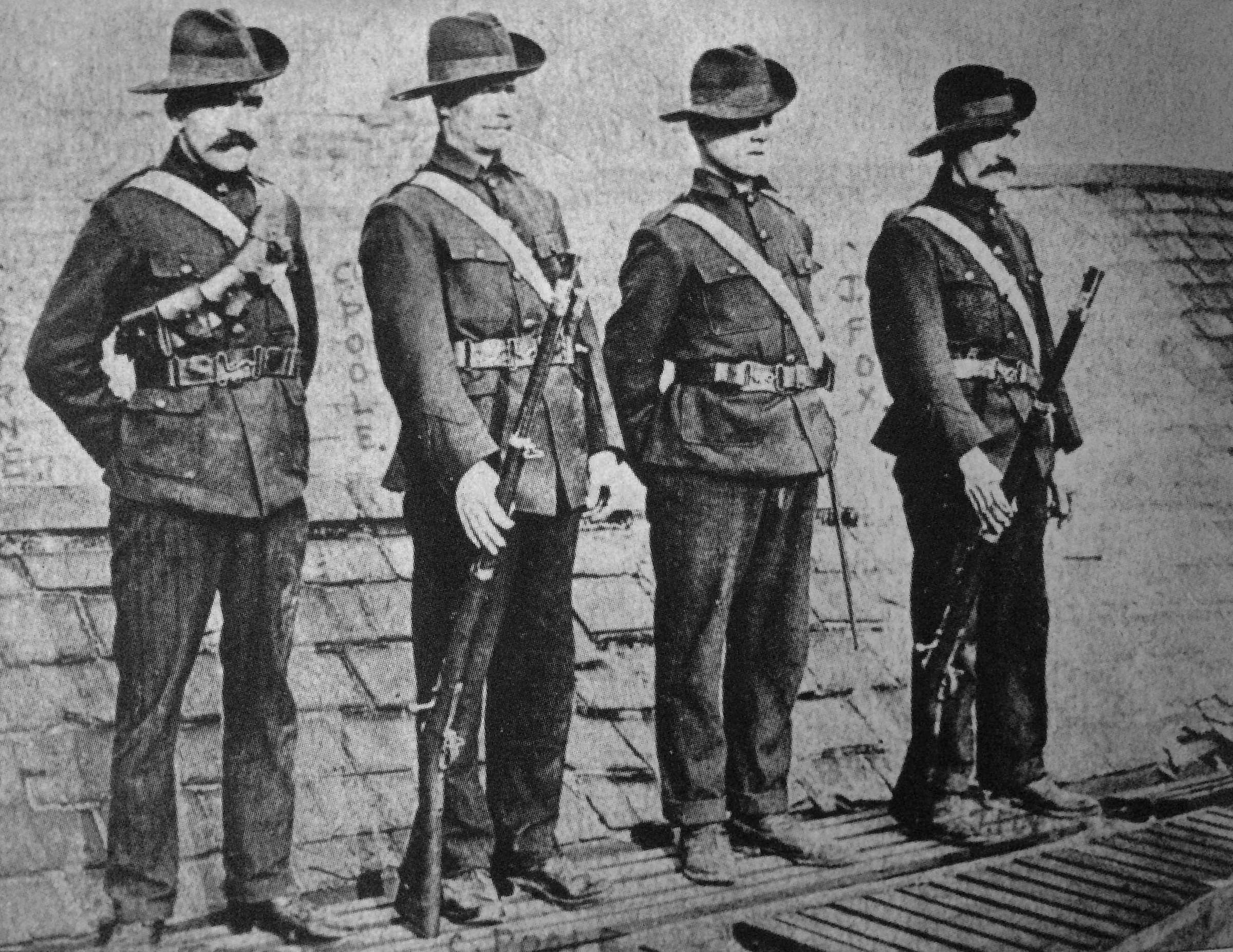
Mitglieder der Irish Citizen Army mit Schlapphüten.

### Neuseeland
Wie in Australien wurde auch in Neuseeland der Schlapphut als Armeehut eingeführt. In Neuseeland wird er generell als Mounted Rifles Hat (kurz MRH) bezeichnet.

### Vereinigte Staaten

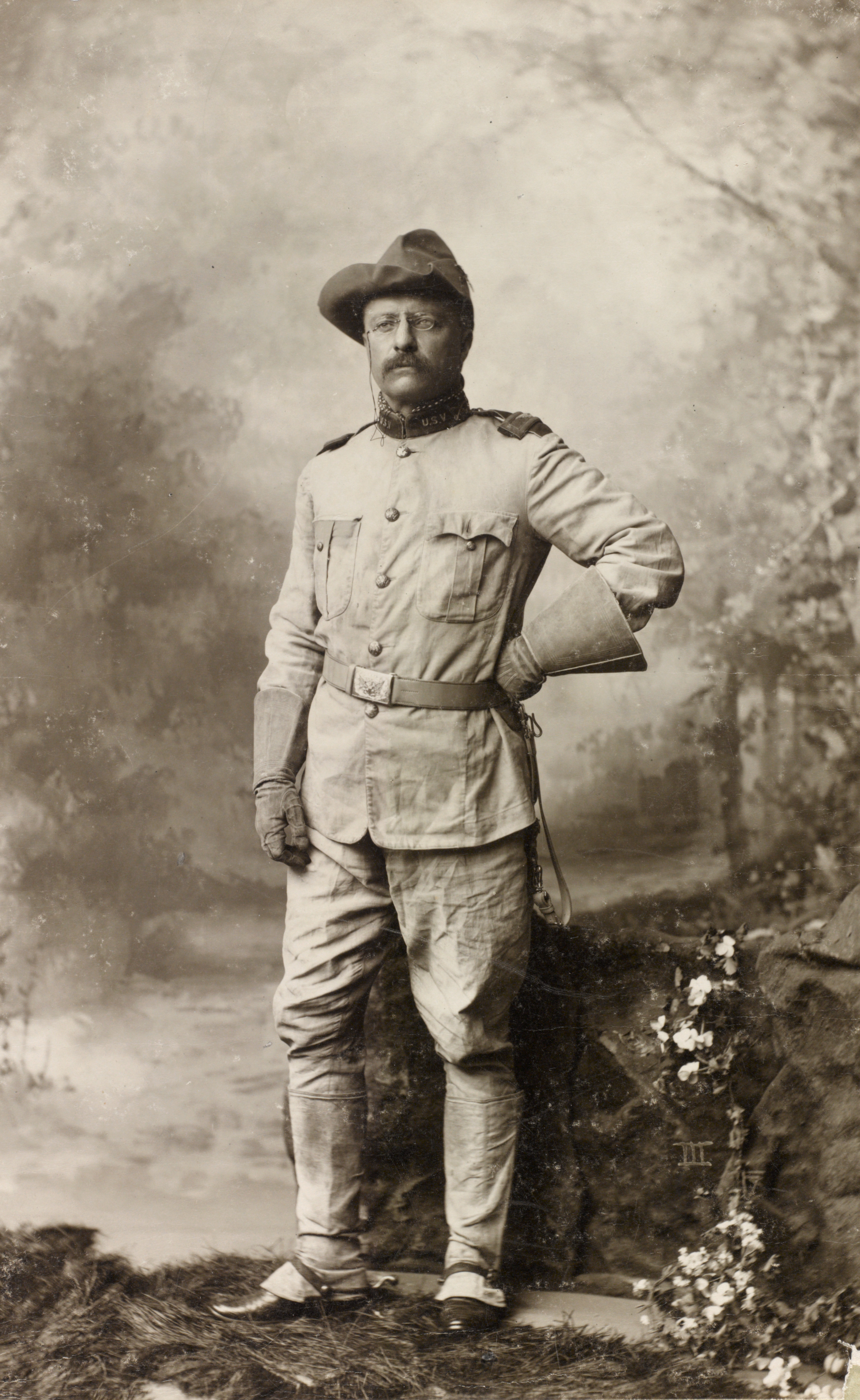
Theodore Roosevelt mit Schlapphut.

In den USA genoss der Schlapphut spätestens seit dem Amerikanischen Bürgerkrieg eine gewisse Beliebtheit unter den Soldaten. Im Amerikanisch-Spanischen Krieg trugen die von Theodore Roosevelt geführten Rough Riders unter anderem Schlapphüte.

## Sonstiges
Als „Schlapphüte“ werden salopp die Mitarbeiter eines Geheimdienstes bezeichnet, vor allem bei Ausübung ihrer Tätigkeit – den verdeckten Operationen im In- und Ausland. Der Hintergrund ist der im 19./20. Jahrhundert reale Einsatz von breitkrempigen Hüten bei Geheimdiensten, die tief in das Gesicht gezogen wurden, um es möglichst nicht erkennbar zu machen. Cartoonisten wie Harm Bengen bedienen sich in ihren Werken dieses Bildes, meist ergänzt um Sonnenbrille und Lodenmantel.